# Laaser Marmorbahn
| Laaser Marmorbahn         | Laaser Marmorbahn                 |
| ------------------------- | --------------------------------- |
| Talstation der Schrägbahn |                                   |
|                           |                                   |
| Streckenlänge:            | 4,0 km davon Schrägaufzug: 1,0 km |
| Spurweite:                | 1000 mm (Meterspur)               |
| Maximale Neigung:         | 10 ‰, Aufzug: 500 ‰               |
| Minimaler Radius:         | 34 m                              |
|                           |                                   |
| Tiefster Punkt            | Laas Werksgelände: 867 m          |
| Höchster Punkt            | Bergstation: 1350 m               |

Die Laaser Marmorbahn (ital. Ferrovia marmifera di Lasa) ist eine Schmalspurbahn mit einem Schrägaufzug, auch als Schrägbahn oder Bremsberg bezeichnet, die 1929 nach Plänen des Ing. Karl Francini gebaut wurde, um den Laaser Marmor aus den Bergwerken oberhalb von Laas ins Tal zu transportieren.

## Geschichte
Es gibt drei Marmorsteinbrüche in der Umgebung von Laas, die alle in den Bergflanken der südöstlich von Laas gelegenen Jennwand beziehungsweise der benachbarten Weisswand liegen und untertage betrieben werden: Der Weißwasserbruch liegt in einer Höhe von 1567 m s.l.m., der nur im Sommer betriebene Bruch Göflaner Mitterwandlbruch in einer Höhe von 2186 m s.l.m. und der Jennwandbruch in einer Höhe von 2288 m s.l.m.
Gebaut wurde die Marmorbahn zum Abtransport des im Weißwasserbruch abgebauten Marmors. Viele Jahre bis 1999 wurde die Marmorbahn auch für den Transport des Marmors vom Göflaner Mitterwandlbruch ins Tal genutzt. Dazu wurde der Marmor mit Lastwagen über den Marmorweg unter anderem durch drei Tunnel zum Ausgang des Weißwasserbruchs gefahren. Seit 1999 wird der Göflaner Marmor aus Kostengründen mit Lastwagen direkt ins Tal transportiert.

### Bau
Lange Zeit wurden für den Transport der Marmorblöcke einfache Holzschlitten und Hanfseile verwendet. Nach der Eingliederung Südtirols in Italien nach dem Ersten Weltkrieg wurde das Werk modernisiert, um eine höhere Ausbeute zu garantieren. In diesem Rahmen wurde die Laaser Marmorbahn in den Jahren 1929–1930 geplant und gebaut – beides erfolgte durch die Leipziger Firma Adolf Bleichert & Co. Nach einer Bauzeit von nur einem Jahr wurde eine aus zwei Teilstrecken bestehende meterspurige Bahnstrecke eröffnet, als deren spektakulärster Teil der Schrägaufzug gilt. Ursprünglich war die Bahn akkubetrieben, 1937 wurde sie elektrifiziert und 1997 der Betrieb auf dieselelektrischen Betrieb umgestellt.
Die Gesamtanlage ist bis heute weitgehend im Originalzustand erhalten.

### Gegenwart und Zukunft
Der Zustand des Streckenunterbaus ist schlecht, die Fahrzeuge sind teilweise überaltert. Eine Umlagerung des Transportes auf Lastwagen ist aus naturschutzrechtlichen Gründen (Nationalpark Stilfserjoch, Staubbelastung, Lärmbelastung, notwendige Salzstreuung im Winter) eher ausgeschlossen. Dazu müsste zudem erst eine Straße im Nationalpark Stilfserjoch ausgebaut werden. Die Variante einer neuen Transportseilbahnstrecke über die Häuser der Laaser Besiedelung erscheint ebenso ausgeschlossen.
Durch die sich anbahnende Entwicklung eines einzigartigen Technikdenkmales mit dem historischen Fuhrpark werden neben der Transportfunktion der Marmorbahn auch bedeutende touristische Nebeneffekte für die Region erhofft. 2007 wurde ein Verein mit dem Ziel des Erhalts der Bahn gegründet, allerdings wurden dessen Aktivitäten wieder eingestellt.

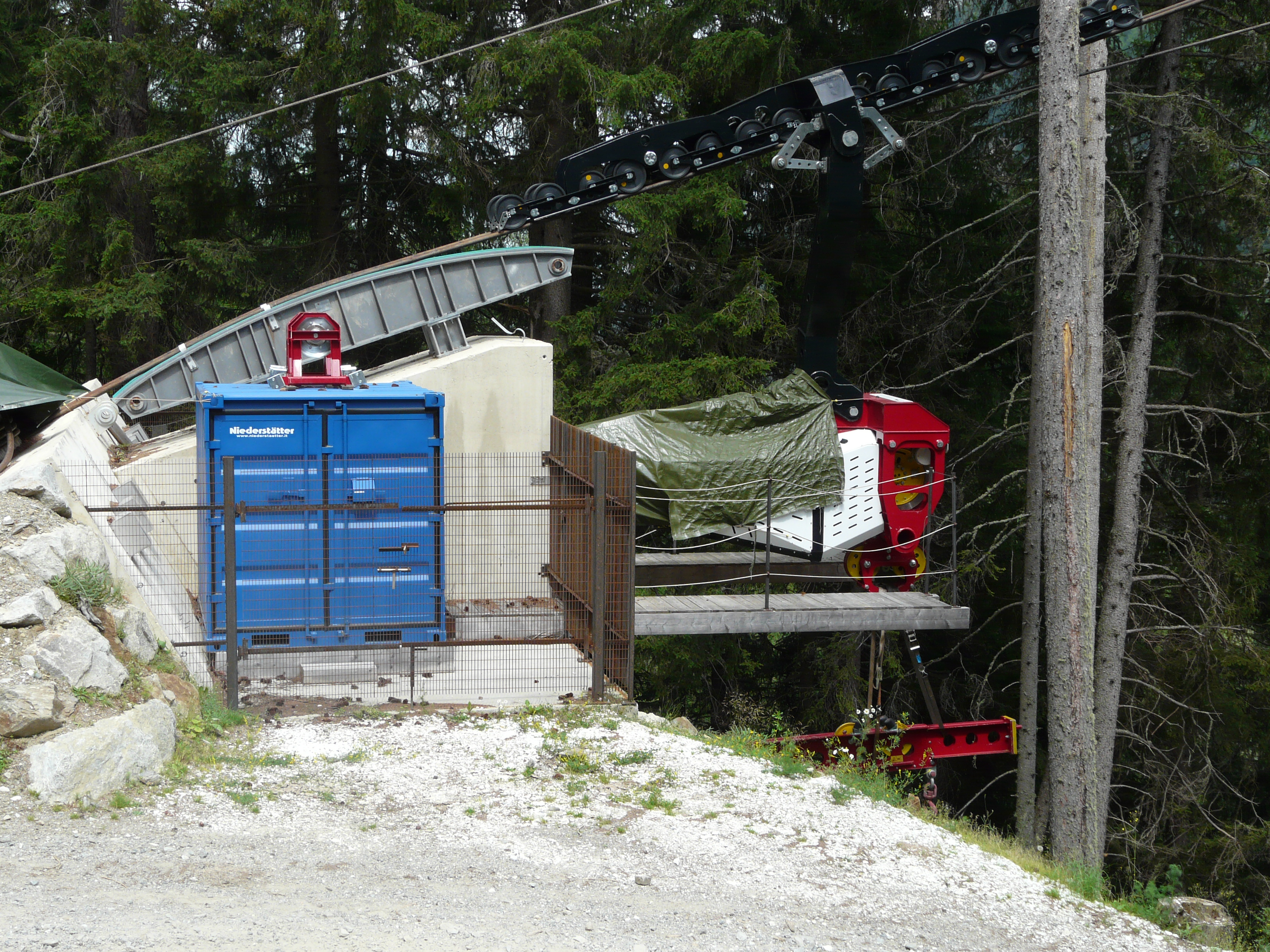
Talstation des neuen Seilkrans vom Jennwandbruch
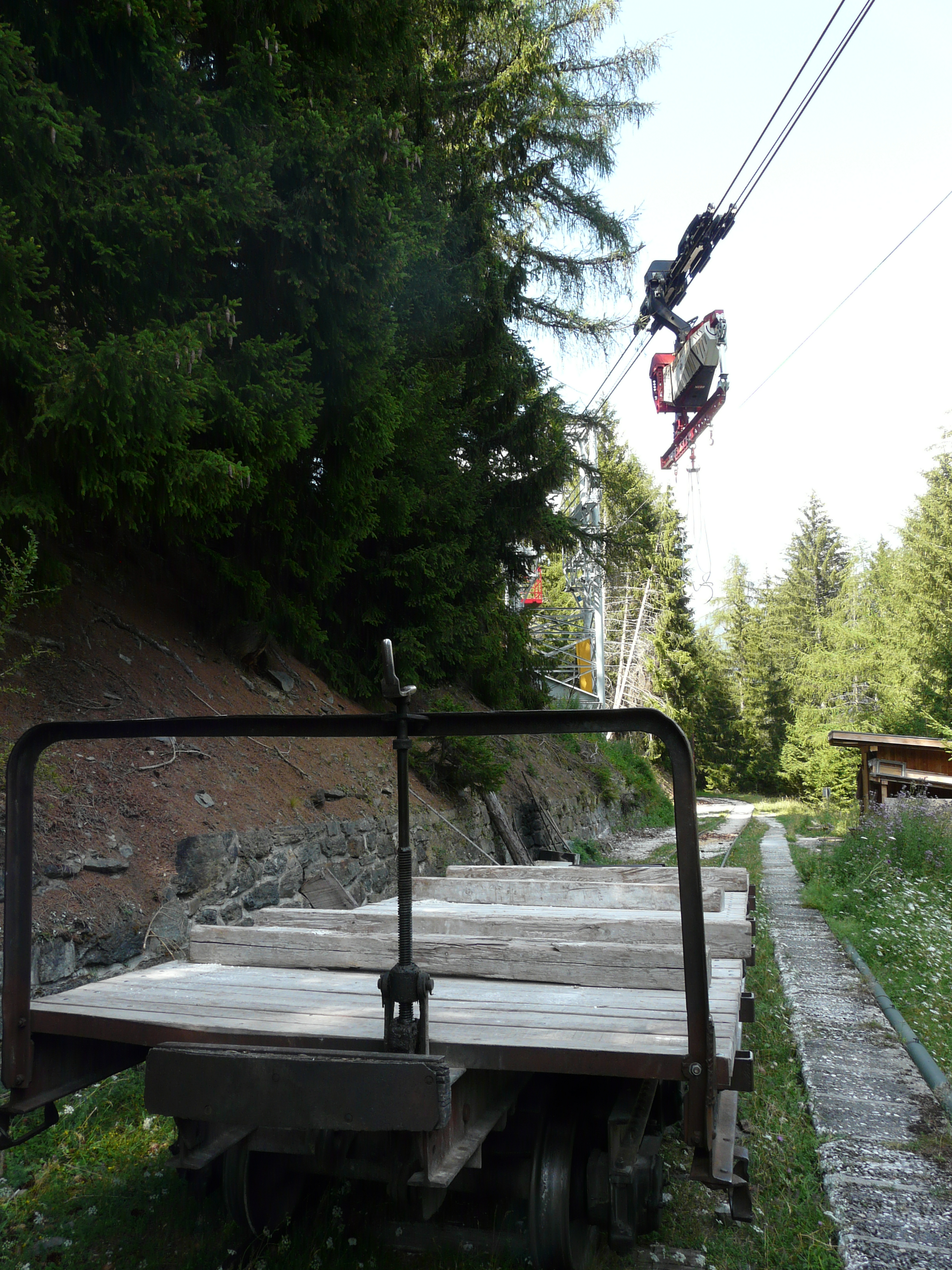
Talstation des neuen Seilkrans vom Weißwasserbruch
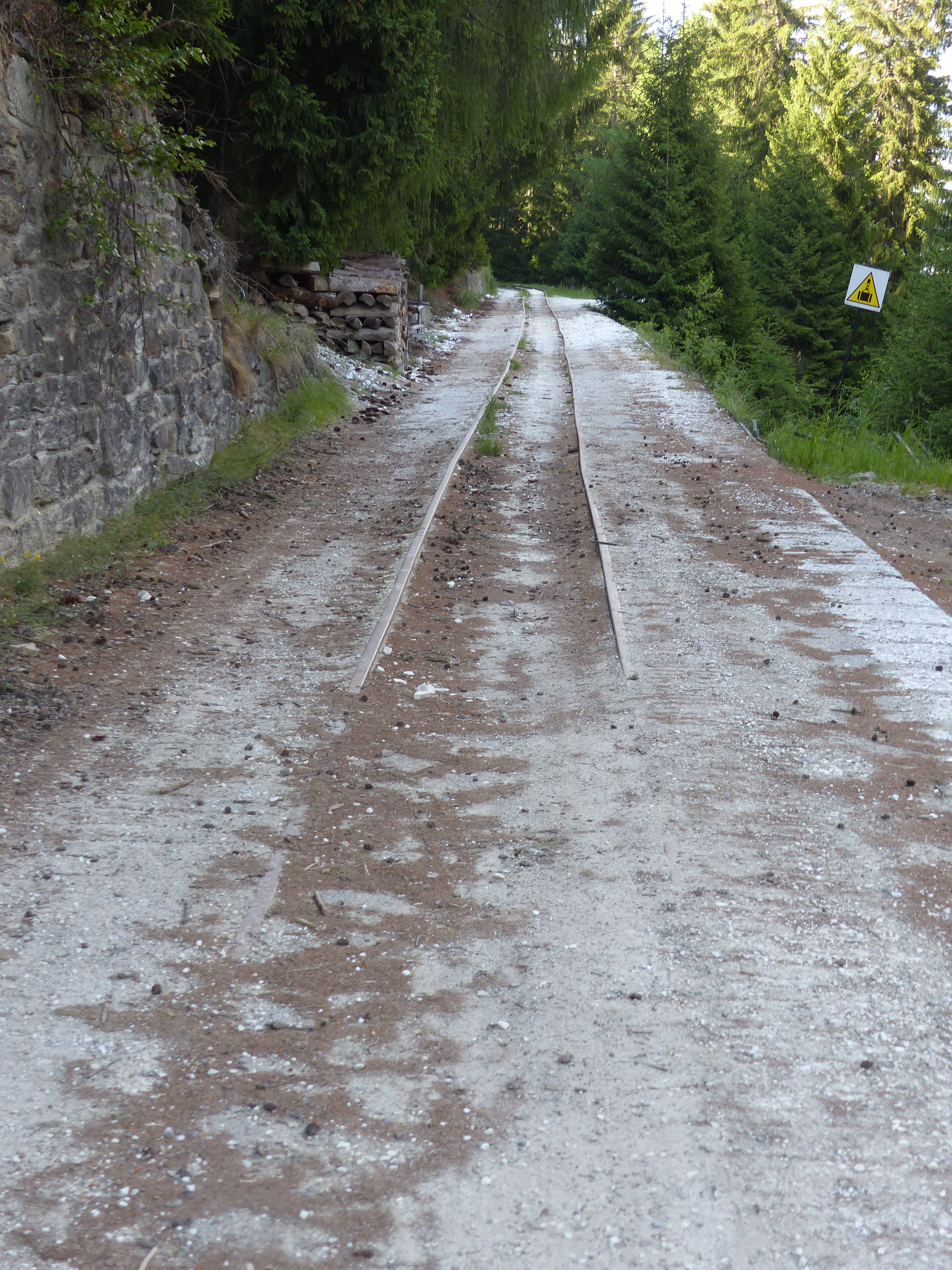
Streckenende der verkürzten oberen Marmorbahn (2017)
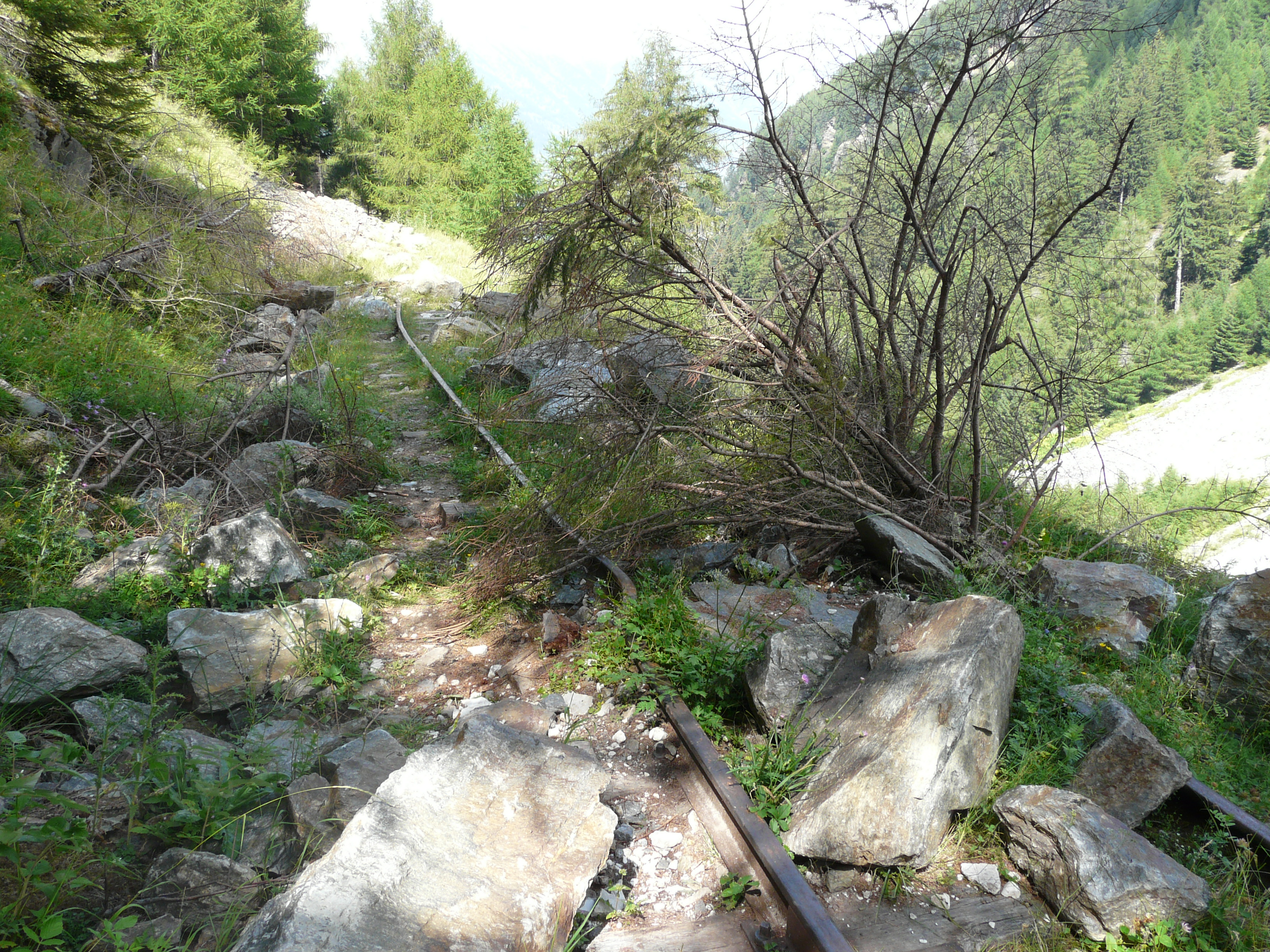
Hinterer Teil der oberen Strecke (2013)

Im Frühjahr 2009 wurden die Eigentumsrechte an der Bahnanlage von der Firma Lasa Marmo AG an die Eigenverwaltung der Fraktion Laas übertragen. Die Diskussion, insbesondere auch in Bezug auf den Abtransport des von einem anderen Unternehmen abgebauten Göflaner Marmors, war 2013 hochaktuell. In einem ersten Schritt wurde Ende 2012 ein neuer Seilkran errichtet, mit dem nun größere Marmorblöcke vom Weißwasserbruch bis deutlich über die Mitte der oberen Marmorbahn herabgelassen werden können. Dadurch wird nur noch das vordere Viertel der oberen Marmorbahn gebraucht. Am hinteren Teil kam es zunächst durch Geröllabgang zu Schäden. Anschließend wurde dieser Teil der Trasse mit planiertem Split zu einem Fahrweg umfunktioniert.
Ein weiterer, etwa zur gleichen Zeit errichteter Seilkran führt vom Ausgang des Jennwandbruchs ins Laaser Tal. Dabei wird auf einer Strecke von 1586 m mit einer Steigung von 65,8 % eine Höhendifferenz von 784 m überwunden. Die Talstation befindet sich am Fahrweg im Laaser Tal, und zwar einen knappen Kilometer oberhalb des ursprünglichen Endpunkts der oberen Marmorbahn.
Seit Herbst 2019 ist der Betrieb der Laaser Marmorbahn aus sicherheitstechnischen Gründen ausgesetzt.

## Streckenverlauf und Fahrzeuge
Der von der Leipziger Adolf Bleichert & Co. konzipierte Transportweg des Marmors erstreckt sich insgesamt über vier Teile, nämlich von oben nach unten zunächst über einen Seilkran, gefolgt von der oberen Bahnstrecke, dann der eigentlichen Schrägbahn und schließlich der unteren Bahnstrecke.

### Seilkran
Der von 1930 bis 2011 verwendete Seilkran beförderte die Marmorblöcke über eine Länge von 475 m vom Weißwasserbruch hinunter zum Endpunkt der oberen Marmorbahn. Dabei wurden 175 Höhenmeter überwunden.

### Obere Marmorbahn
Die obere Marmorbahn war ursprünglich insgesamt 1800 m lang. Sie führte ohne nennenswertes Gefälle zur Verladestelle Aufleg im Laaser Tal. Hier wurden die Marmorblöcke auf Wagen umgeladen. Nach dem Verladen wurden in der Regel bis zu vier Wagen über die Strecke zur Bergstation der Schrägbahn, Bremsberg genannt, gefahren. Dort befindet sich auch das Maschinenhaus der Schrägbahn.

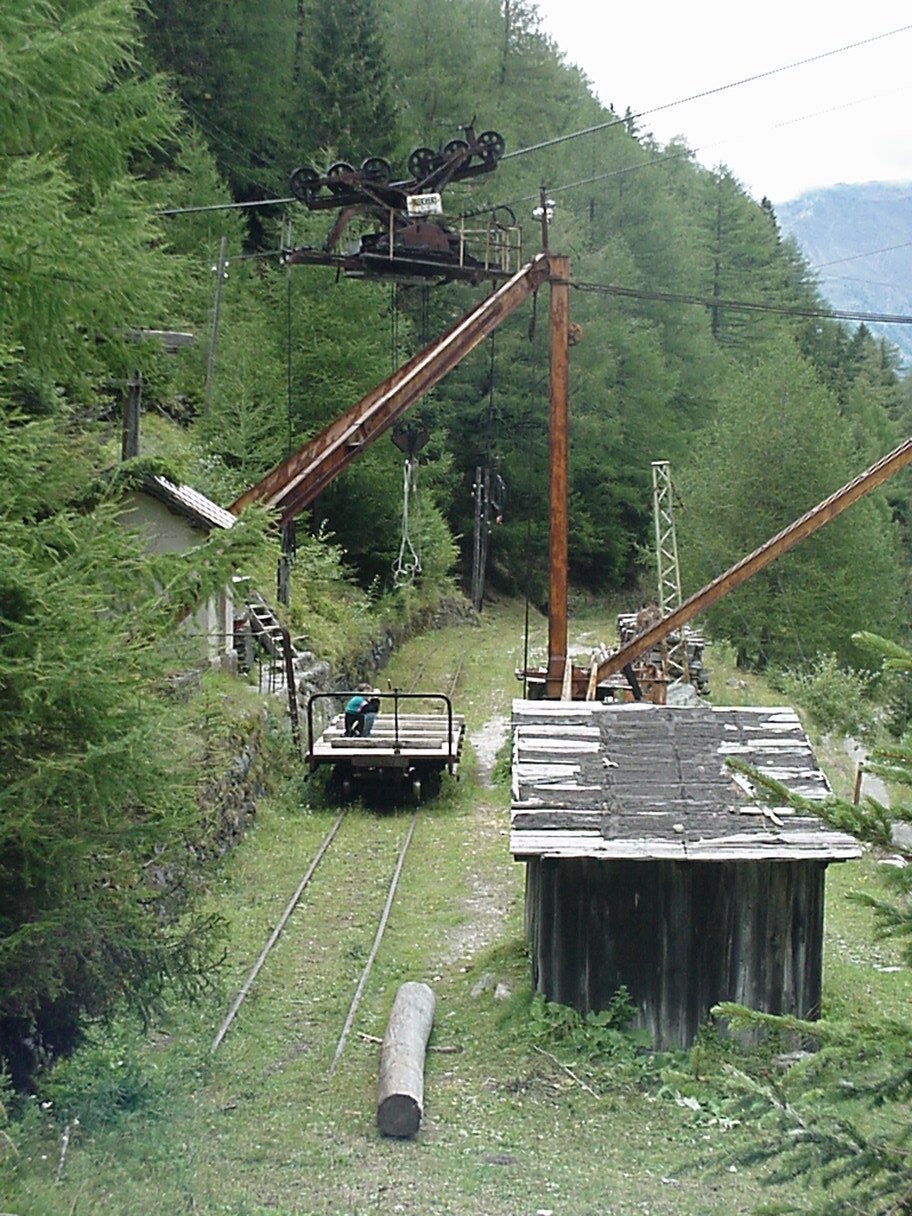
Aufleg mit Seilkran (2005)
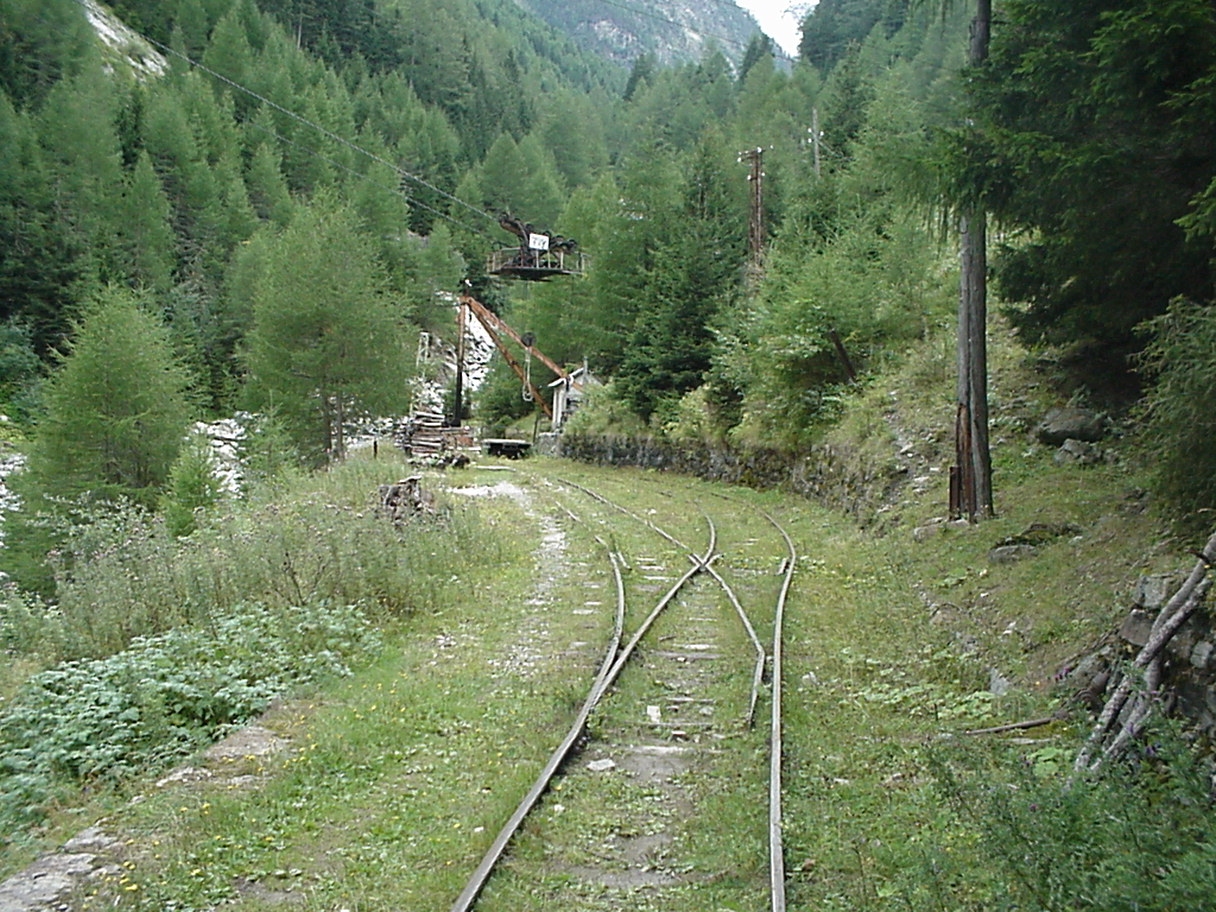
Aufleg mit altem Seilkran im Hintergrund (2005)
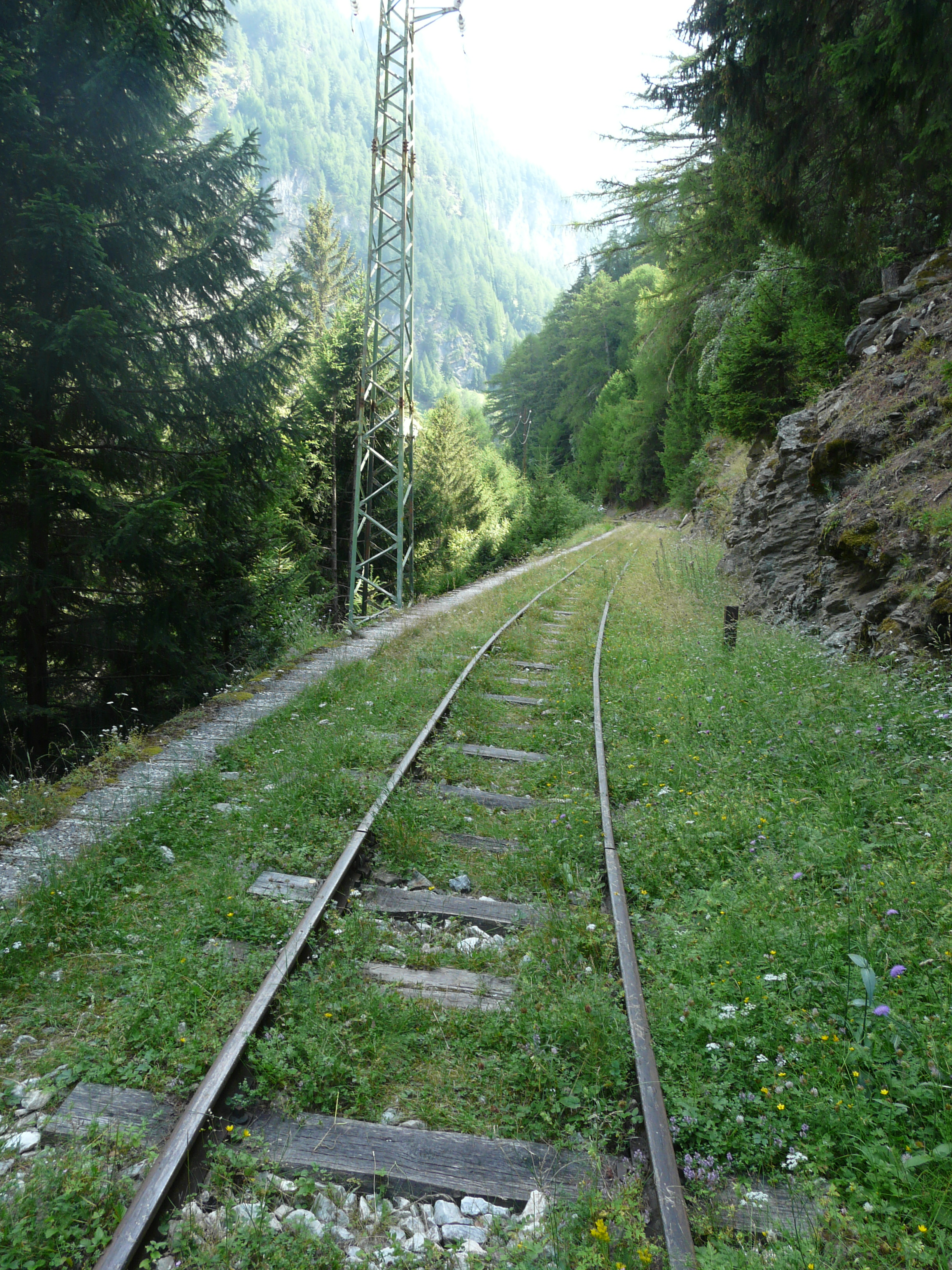
Obere Strecke
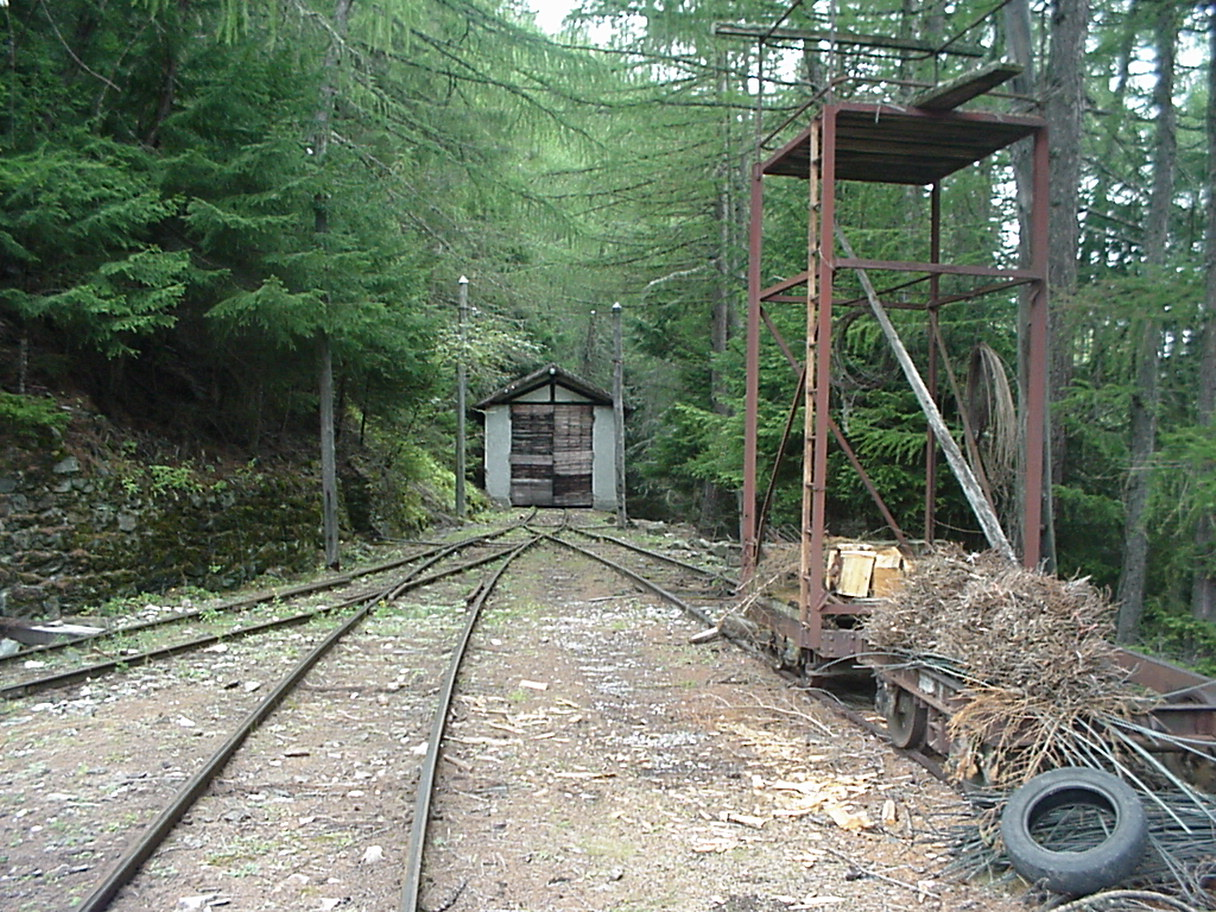
Remise mit Rangiergleis an der Bergstation (2005)
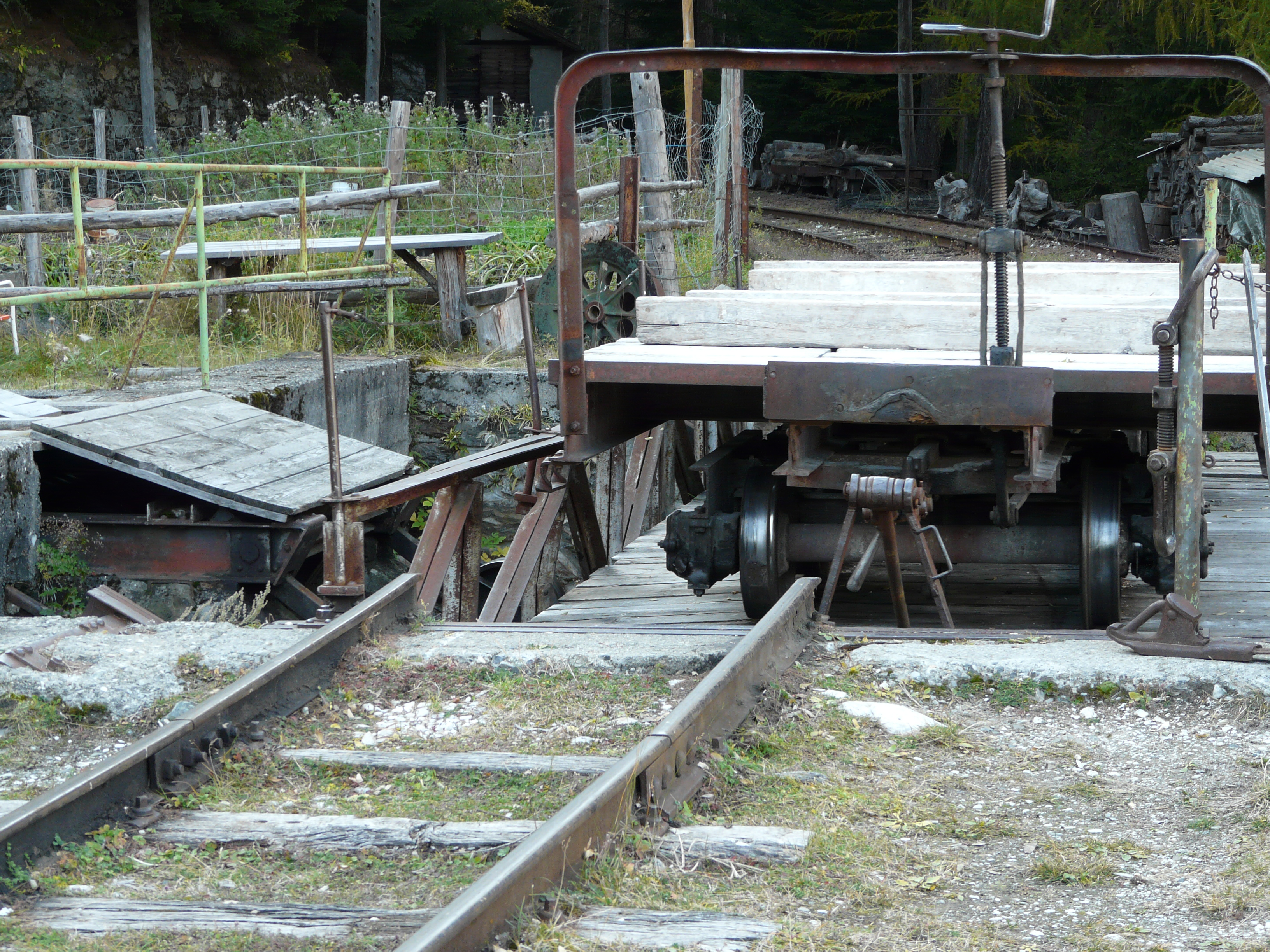
Bergstation der Schrägbahn

### Schrägbahn
Mit der Schrägbahn wird jeweils ein Wagen der Meterspurbahn ausgehend von einer Höhe von 1355 m s.l.m. 474 Höhenmeter über den steilen Hang des Nördersbergs hinab hinunterbefördert. Bei der Schrägbahn handelt es sich um eine Standseilbahn, deren beide gegenläufig fahrenden Wagen sich in der Mitte mit Hilfe einer Abtschen Weiche kreuzen. Jeder der beiden Wagen verfügt über zwei, parallel zum Berg verlaufende Meterspur-Gleisstücke mit einer Länge von je etwa 8 Metern, von denen aber nur noch das bergseitige verwendet wurde. Die Spurweite der Schrägbahn beträgt 2,5335 m, die Länge 950 m. 

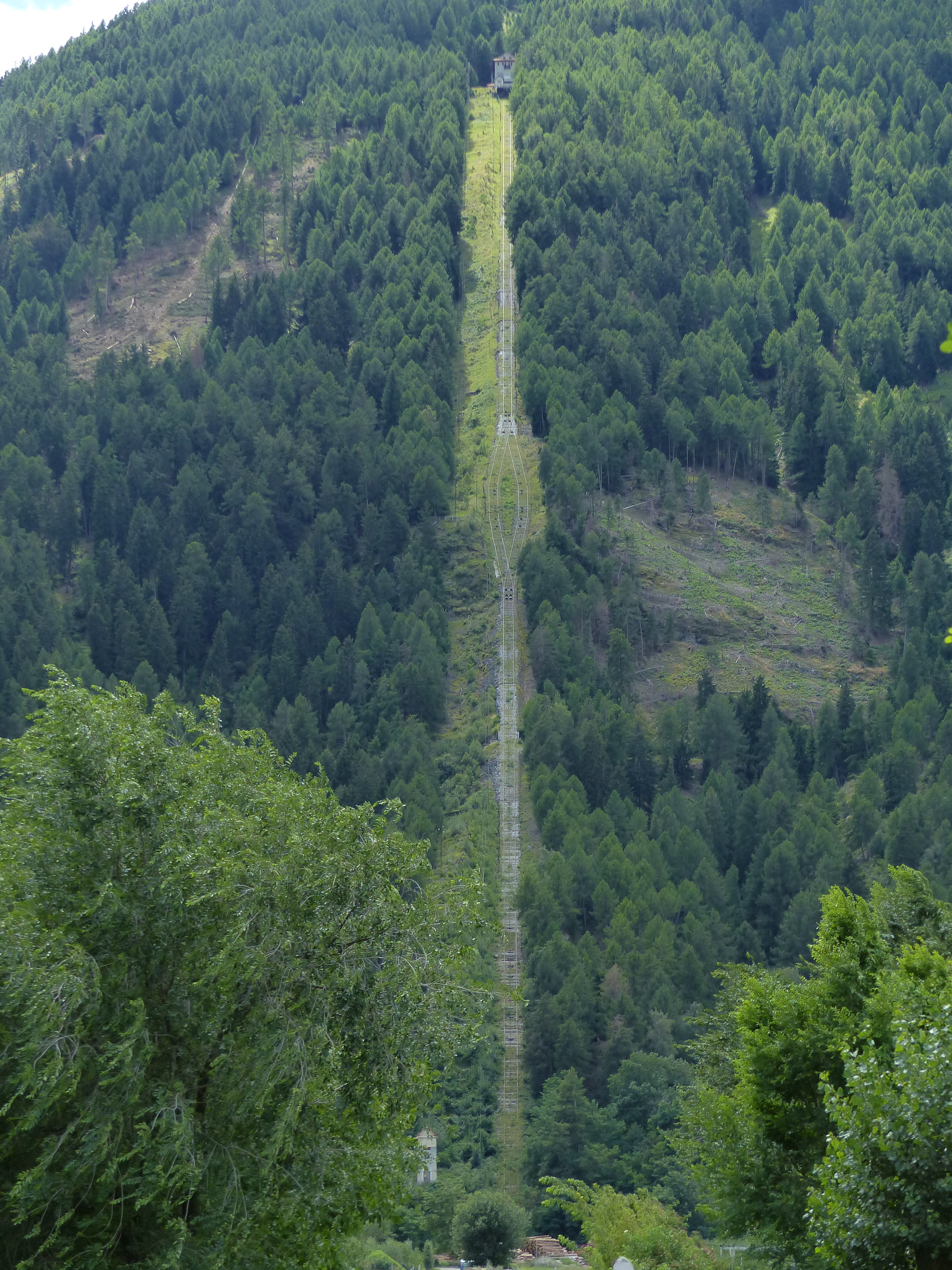
Schrägbahn vom Tal aus gesehen
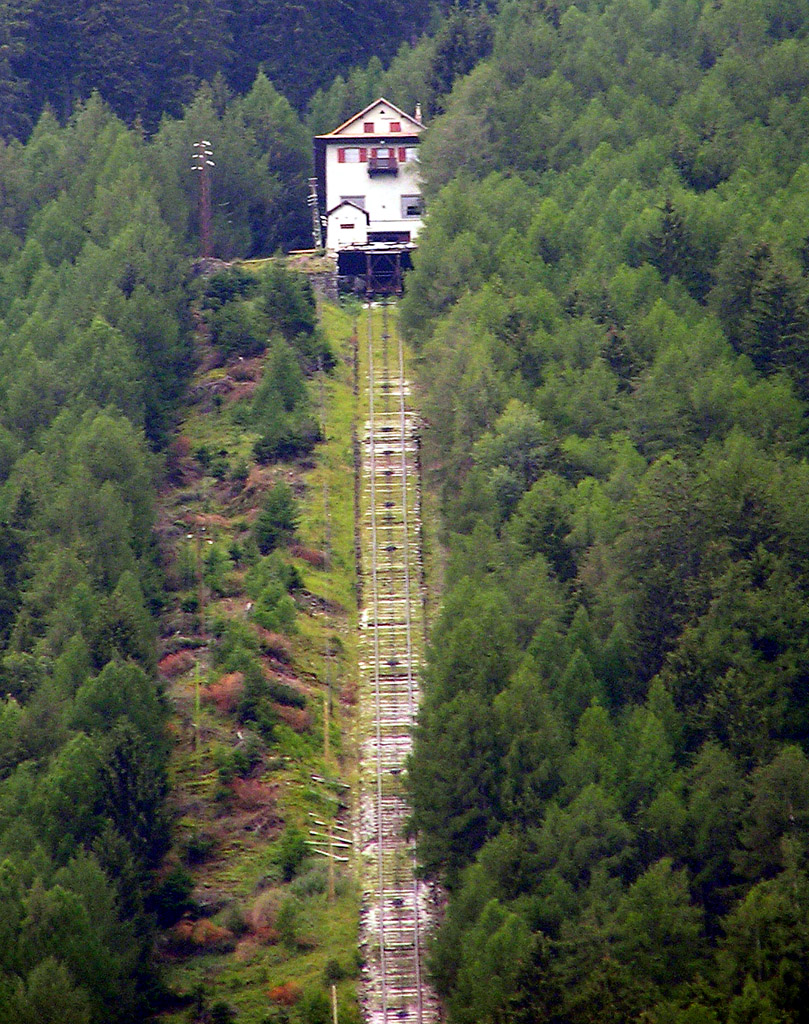
Die Bergstation des Schrägaufzuges
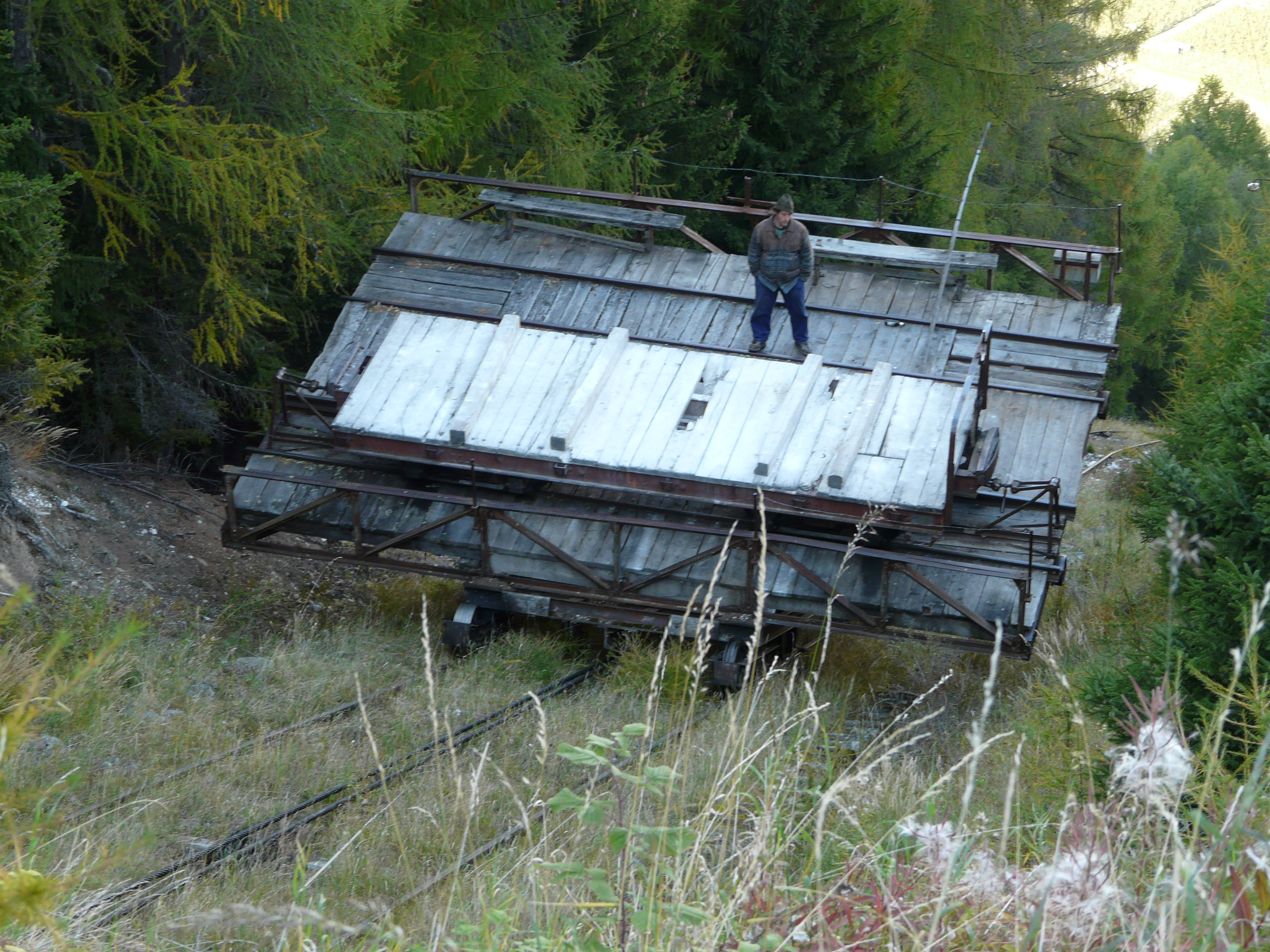
Transport eines Meterspurwagens

### Untere Marmorbahn
Über eine etwa 800 m lange Strecke wurde der Marmor zum Werk gefahren, das auf einer Höhe von 867 m s.l.m. liegt. Abgesehen von einer scharfen Kurve an der Talstation am Fuße des Schafspitz-Berges verlaufen die Gleise bis zum Werk in einer langen Gerade und überqueren mit einer Brücke kurz vor dem Werk die Etsch. Auf dem Werksgelände befindet sich neben einem Portalkran ein Rangiergleis, um das gesamte Gelände gut bedienen zu können. Zum direkt neben dem Werk liegenden Bahnhof Laas der Vinschgaubahn führte einst ein heute nicht mehr bestehendes Anschlussgleis. Die untere Marmorbahn ist 2023 nicht mehr in Betrieb und durch einen Betonblock blockiert.

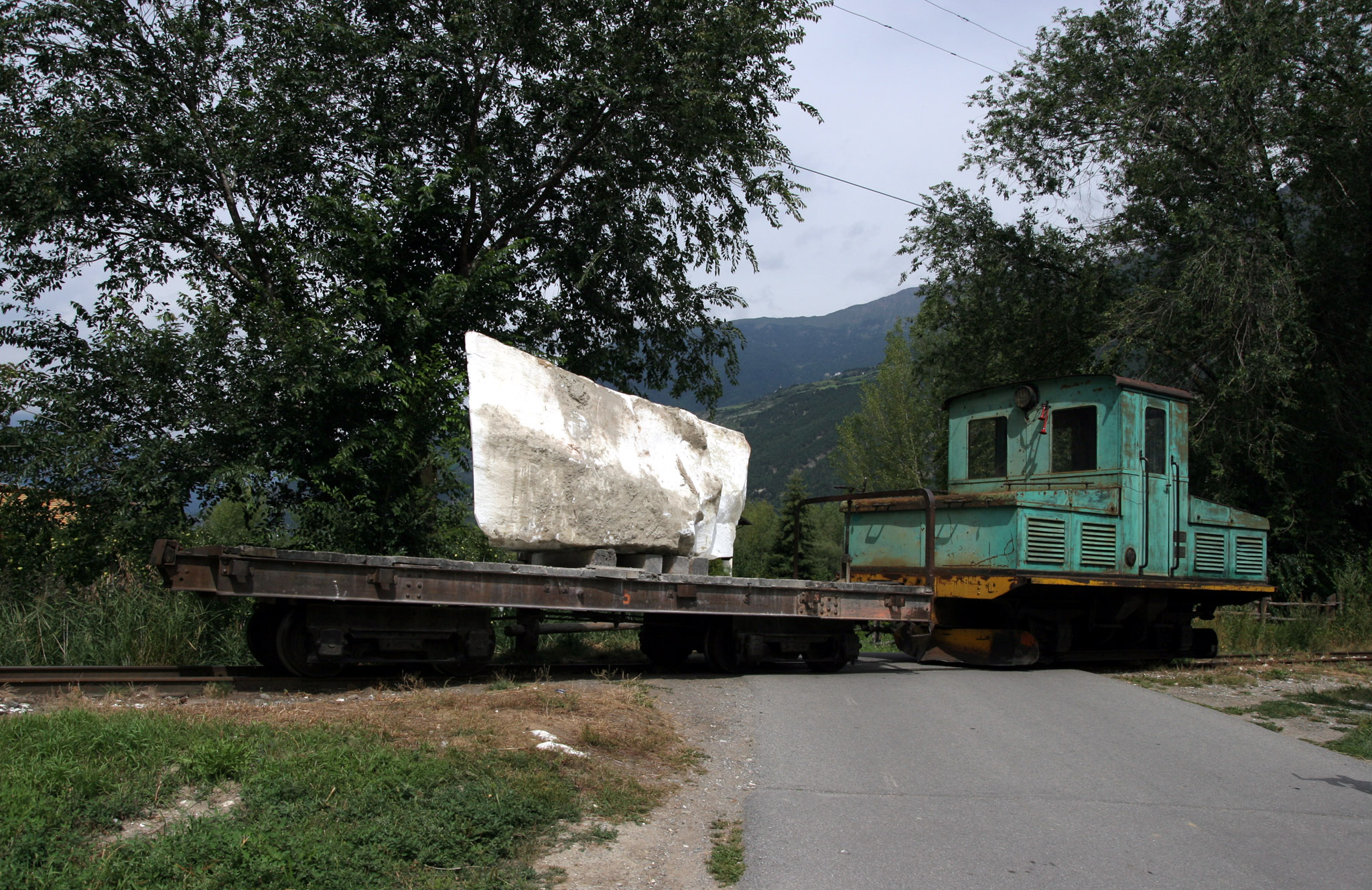
Untere Marmorbahn
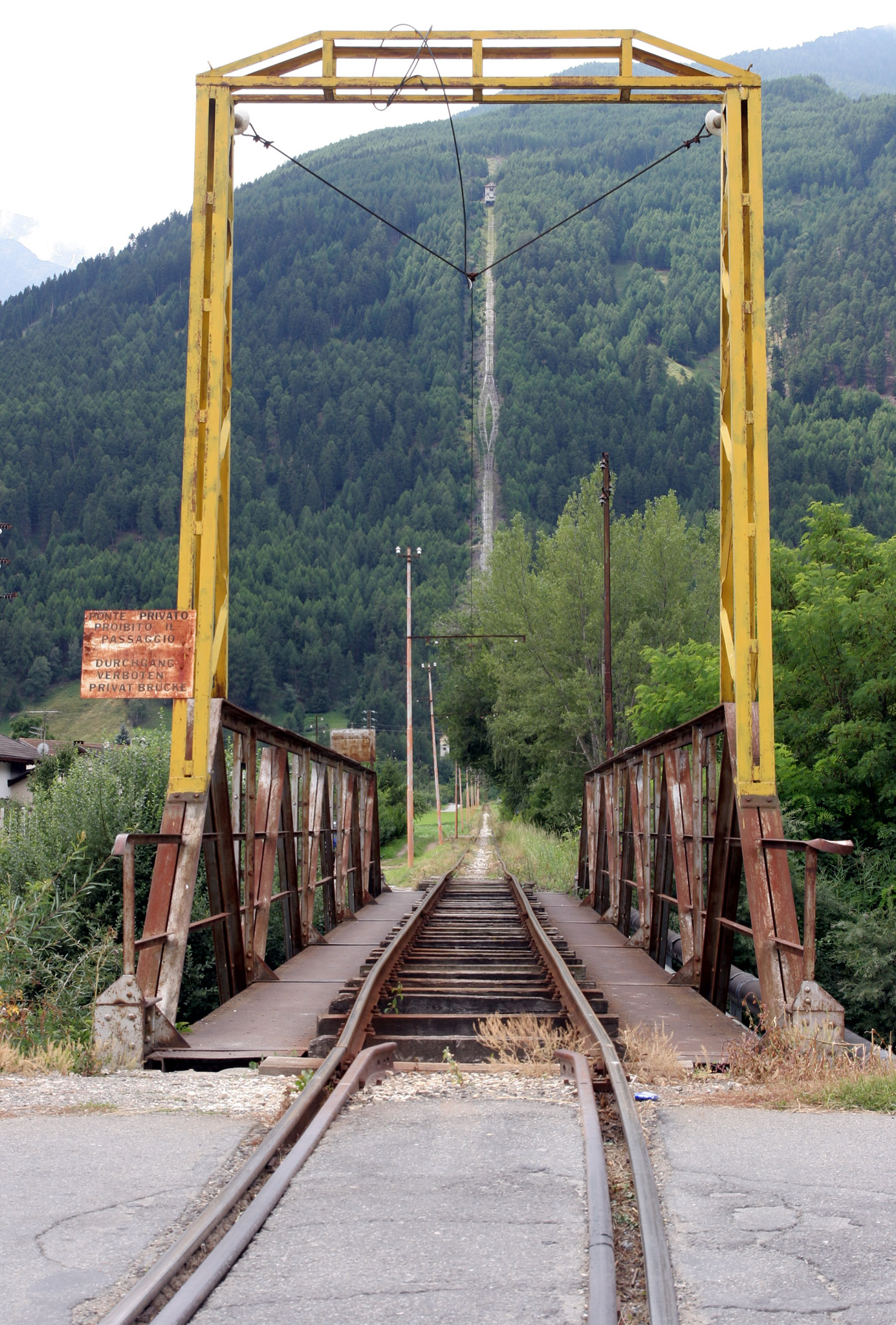
Etschbrücke der Marmorbahn mit Schrägbahn
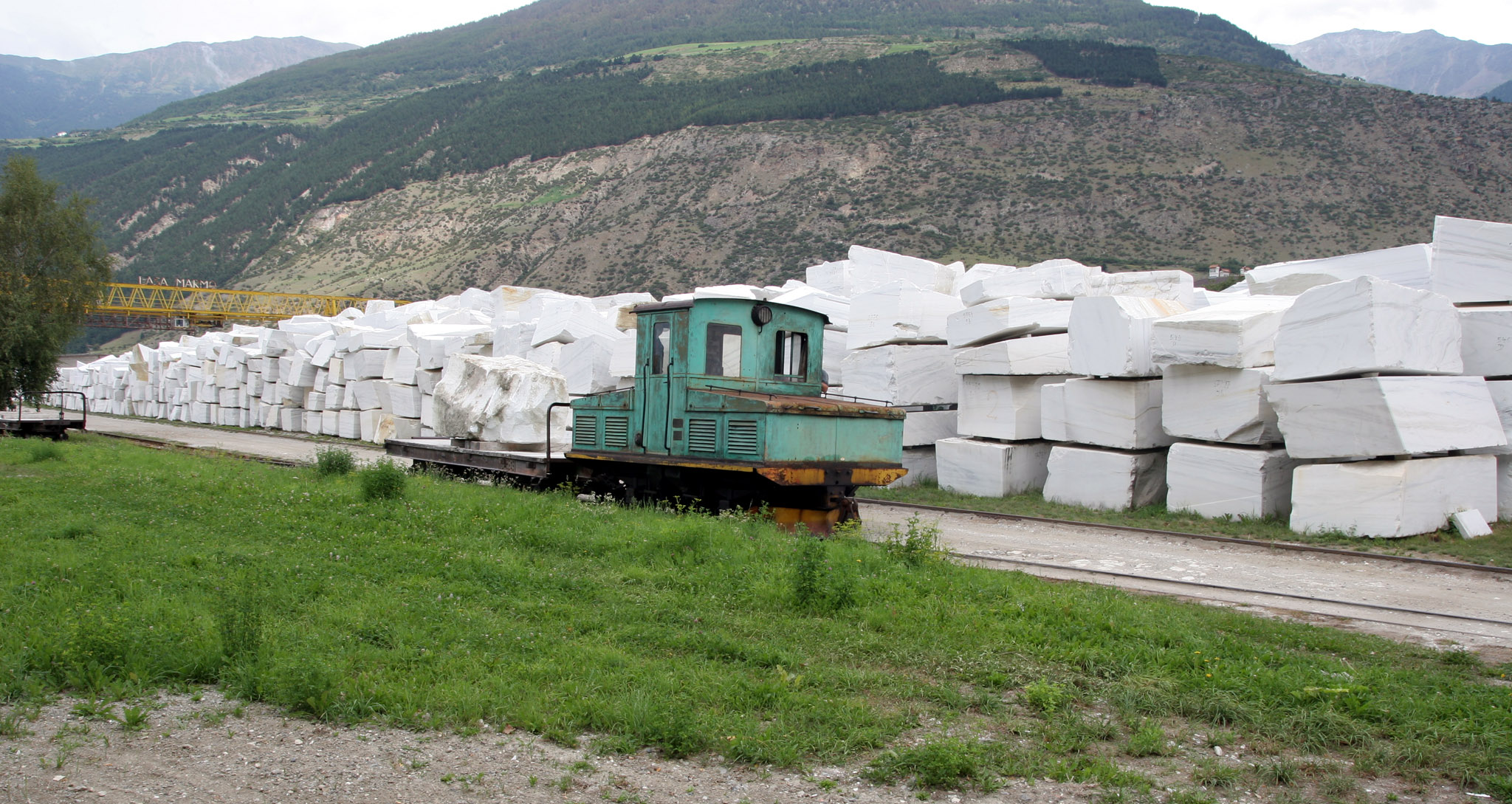
Ankunft im Werk

Die Wagen stammen von der Firma Carminati & Toselli, die Lokomotiven von der Tecnomasio Brown Boveri. Von den ursprünglich drei gelieferten Lokomotiven sind noch zwei vorhanden, von denen je eine oben und unten eingesetzt wurde.

## Bedeutung
Die Laaser Marmorbahn zählt zu den letzten im Originalzustand erhaltenen Werken von Adolf Bleichert & Co. Sie stellt als technisches Kulturerbe, das zudem bis 2019 im täglichen Routinebetrieb stand, eine kulturelle, technikgeschichtliche und touristische Besonderheit dar. Die Konstruktion der fünf erhaltenen Bahnstrecken (Portalkran, untere Marmorbahn, Schrägbahn, obere Marmorbahn, Seilkran) ist einzigartig.
Der touristischen Bedeutung kommt zugute, dass sowohl die Tal- als auch die Bergstation der Schrägbahn über öffentliche Fahrwege erreichbar sind. Ein mit fünf Schautafeln versehener Schrägbahnsteig, der Berg- und Talstation miteinander verbindet, wurde 2010 angelegt.
2015 wurden Überlegungen bekannt, eine Kandidatur der Laaser Marmorbahn für die UNESCO-Welterbe-Liste zu prüfen.